# Fleischmanniopsis
Fleischmanniopsis là một chi thực vật có hoa trong họ Cúc (Asteraceae).

## Loài
Chi Fleischmanniopsis gồm các loài: